# Rafael Duyos Giorgeta
Rafael Duyos Giorgeta   (València, 23 de novembre de 1906 - Sant Antoni de Requena, 24 de setembre de 1983) fou un poeta valencià en llengua castellana, adscrit a la Generació del 36.

## Biografia
Passada la seua infància a València, cursà el batxillerat a Madrid, on coincidí amb els també poetes Agustín de Foxá i Luis Felipe Vivanco. A partir del 1922 estudià en la Facultat de Medicina de San Carlos, amplià estudis a Viena i a Heidelberg i s'especialitzà en cardiologia; fou l'introductor a Espanya de la tècnica del cateterisme cardíac. Treballà de metge a València des del 1931, al mateix temps que dirigia la revista poètica Murta, que fundà junt amb Ramón Descalzo i Pascual Pla y Beltrán, en la qual col·laboraren, entre d'altres, Max Aub, Juan Gil-Albert i el dibuixant Josep Renau. Des del 1932 fou el cap del servei de cardiologia de l'hospital espanyol de Tànger, del 1937 al 1939 residí a l'Argentina i a Uruguay, i el 1942 s'establí de nou a Madrid i deixà d'exercir de metge per a dedicar-se plenament a la poesia. Pertanyé al grup de poetes espanyols Alforjas para la Poesía, que havia fundat Conrado Blanco. En la seua producció poètica destaquen els temes taurins, amorosos, costumistes i religiosos. Després del 1962, quan restà vidu de María del Carmen García y García Berlanga, amb la qual havia tingut sis fills, la seua profunda religiositat el dugué a ingressar en la cartoixa de Porta Coeli; el desembre de 1972 fou ordenat sacerdot pel cardenal Tarancón. Morí al cap de deu anys a Sant Antoni de Requena a conseqüència d'un accident cerebral, als pocs dies de sotmetre's a una operació de pròstata, i fou soterrat a Utiel.

## Obres
- Toros y pan (València, 1931).
- Cabanyal (1933).
- Fragmentos de cartas jamás escritas (Tànger, 1934).
- Romances de la Falange (1939).
- Siempre y nunca (València, 1941).
- Junto al Plata (Montevideo, 1941).
- Los ángeles hacen palmas (Valladolid, 1945).
- Desde los balcones del cielo (1946).
- Muecines y campanas (1952).
- Versos de la Pasión del Señor (Madrid, 1964).
- La Hora Décima (1967).
- Versos a Roma (Crevillent, 1981).
- A Teresa de Jesús (1982)